# La toilette di Ester
La toilette di Ester (Esther se parant pour être présentée au Roi Assuérus o La Toilette d'Esther), anche noto come Ester al bagno, è un dipinto a olio su tela a tema orientalista del pittore romantico francese Théodore Chassériau. Realizzato nel 1841, rappresenta un episodio del libro di Ester, quando Ester si prepara a incontrare il re Assuero, il sovrano della Persia, che in seguito la prenderà in moglie. Il dipinto è conservato al museo del Louvre. Vincent Pomarède, un ex responsabile del dipartimento di pittura del museo, lo descrisse come "uno dei quadri più celebri del Louvre".

## Storia
Il dipinto non venne compreso del tutto quando venne esposto per la prima volta al Salone di Parigi del 1842. In seguito, ispirò dei pittori come François-Léon Benouville e Gustave Moreau.
Nel 1934, La toilette di Ester venne lasciata in eredità al museo del Louvre dal barone Arthur Chassériau, un lontano parente dell'artista, così come la maggior parte delle opere del pittore in suo possesso.

## Soggetto
Il soggetto deriva dal libro di Ester (2:8-9, 15), nel quale il re persiano Assuero, dopo aver ripudiato la sua moglie Vasti, cerca una nuova regina. Ester, una donna di grande beltà, trova favore presso Egai, un eunuco incaricato di preparare le donne per presentarle al re. Vedendo Ester, Assuero la sceglie come moglie. In seguito, ella rivela che è un'ebrea e intercede presso il re così da risparmiare le vite degli ebrei prigionieri.
L'episodio della toeletta era stato dipinto raramente in precedenza. Si conoscono solo due versioni precedenti: un dipinto del diciassettesimo secolo di Arent de Gelder e uno del diciottesimo secolo di Jean-François de Troy. Poiché c'erano pochissime descrizioni di questo episodio, Chassériau si sarebbe ispirato ai dipinti delle donne alla toeletta, comprese le raffigurazioni di Venere, dei quali c'erano esempi numerosi.

## Descrizione

Jean-Auguste-Dominique Ingres, Il bagno turco, 1862. I nudi femminili sensuali delle fanciulle arabe (seppur anacronistici) interessarono Chassériau e il suo maestro Ingres.

Il soggetto, biblico, è un pretesto per evocare un Oriente mitico e colorato. Ester è raffigurata seduta al centro della tela, con le braccia sopra la testa che si stanno sistemano i capelli biondi. È una donna orientale, tutta curve e arabesca, e la sua posa è "profondamente erotica nel suo trattamento pittorico". Ella è nuda fino alla vita, con delle collane e dei braccialetti sulle sue braccia, e le sue gambe sono avvolte in vesti bianche e rosa. A sinistra, una servitrice vestita di blu porta degli accessori, e a destra Egai, vestito d'un rosso vivo, le porge uno scrigno.
Esistono vari studi preparatori. Due disegni al Louvre provano che inizialmente la composizione doveva essere circolare, un tondo, come Il bagno turco che il maestro di Chassériau, Ingres, dipinse nel 1862. In effetti, per la sua sensualità e il suo amore per le linee curve del corpo femminile, La toeletta di Ester richiama Ingres e le sue odalische. Il lusso degli accessori, delle stoffe e l'insieme dei colori testimoniano l'ammirazione di Chassériau per Eugène Delacroix.
Gli storici dell'arte hanno fanno notare da tempo l'affetto profondo di Chassériau per le sue sorelle, e la loro influenza sulle figure muliebri nella sua arte. L'amante di Chassériau, Clémence Monnerot, disse che "Adèle ha delle braccia sbalorditive; nei suoi quadri appaiono ovunque". Jean-Louis Vaudoyer pensava che la bellezza della sorella maggiore dell'artista potrebbe ritrovarsi nelle braccia "muscolose, quasi maschili, di Ester".
La scelta dell'antico Testamento, della storia di una giovane donna liberata da un harem, permette a Chassériau di dipingere un Oriente mitico, romantico e idealizzato. La presenza di personaggi asiatici e di gioielli sontuosi contribuisce a erotizzare il personaggio di Ester. Avendo già dipinto una Venere marina e una Susanna e i vecchioni, qui Chassériau trovò un altro tema che gli permise di concentrarsi sul corpo della donna.